# Wartburgplatz (Bremen)
Der Wartburgplatz (auch Warthburgplatz) ist ein kleiner Platz in Bremen im Stadtteil Walle, Ortsteil Westend.

## Anliegerstraßen
Die am Platz befindlichen Straßen wurden benannt als
- Wartburgstraße (s. u.),
- Sankt-Magnus-Straße nach einem der gleichnamigen Heiligen,[1]
- Zwinglistraße von 1873 nach Ulrich Zwingli, der erste Zürcher Reformator.

## Geschichte

### Name
Der Platz trägt den Namen der Wartburg in Eisenach in Gedenken an den Reformator Martin Luther, der auf der Burg 1521/22 gewirkt hat. 1522 hielt der Augustinermönch Heinrich von Zütphen in Bremen die erste reformatorische Predigt. Ab 1524 wurden in Bremen auch evangelische Prediger an den Pfarrkirchen eingesetzt. 1525 wurden katholische Messen in Bremen verboten. 1534 wurde eine durch Luther genehmigte Kirchenordnung eingeführt. In der Reichsstadt Bremen setzte sich ab 1581 die evangelisch-reformierte theologische Richtung durch (siehe auch Bremer Kirchengeschichte).

### Entwicklung

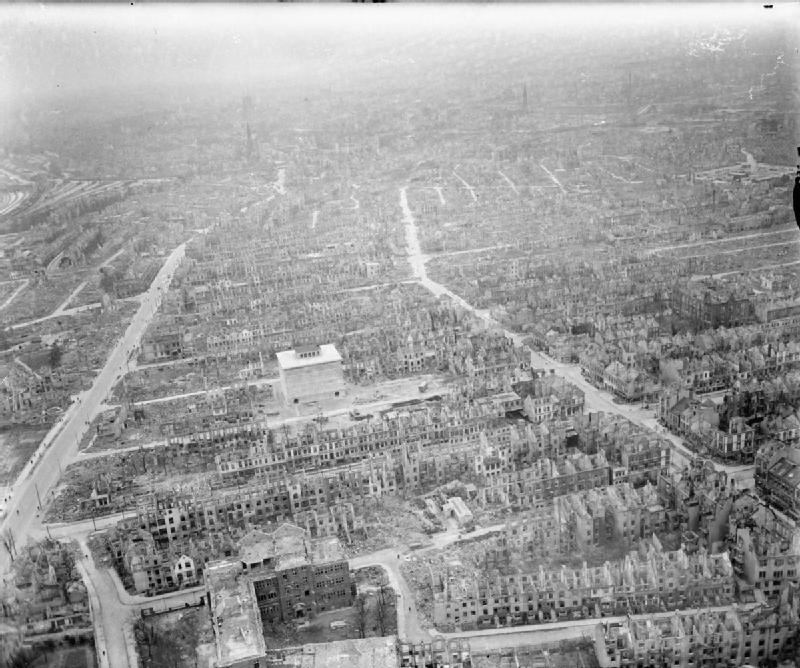
Zerstörtes Walle; Blick nach Südosten Richtung Zentrum. Der Hochbunker Zwinglistrasse in der Mitte zwischen Utbremer (links) und Wartburgstraße

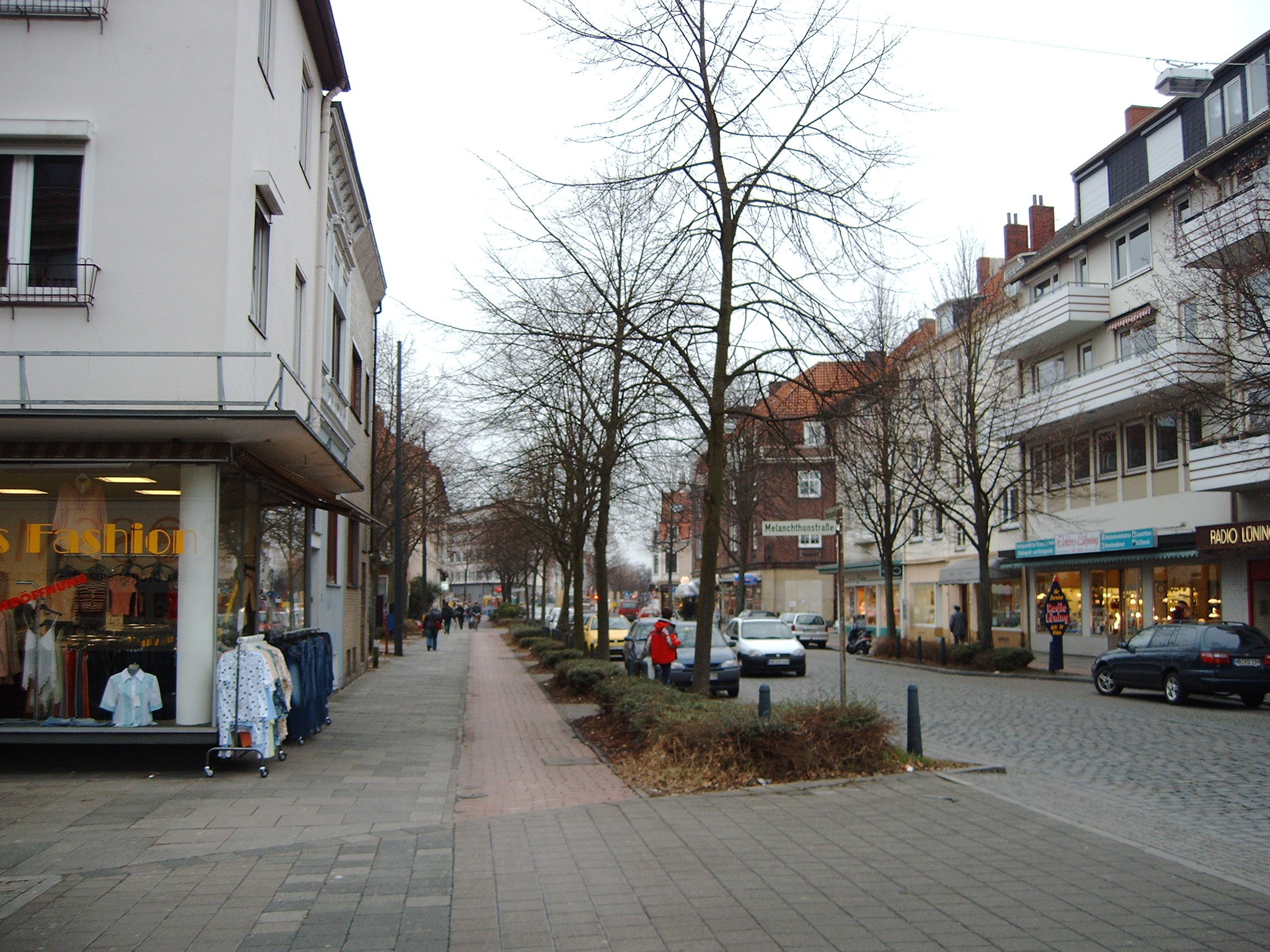
2006: Wartburgstraße

Der Waller Ortsteil Westend entwickelte sich mit dem Bau des Freihafens.
1874 wurde die Wartburgstraße und der Platz angelegt. Im Zweiten Weltkrieg wurde Walle, und so auch Westend, total zerstört und in den 1950er Jahren wieder aufgebaut. Im Westend leben aktuell 6625 Einwohner (2009).

### Verkehr
1971 wurden die Straßenbahnlinien 2 und 10 Straßenbahn Bremen von der Hansestraße – Utbremer Straße in den zentraleren Straßenzug Wartburgstraße – St.-Magnus-Straße verlegt.
Seit dem passieren und halten im Nahverkehr in Bremen die Straßenbahnlinien
- 2 (Gröpelingen – Domsheide – Sebaldsbrück) und
- 10 (Gröpelingen –  Hauptbahnhof – Sebaldsbrück)

## Gebäude und Anlagen
- 4-gesch. Büro und Geschäftshaus mit der Sparkasse Bremen – Filiale Walle nach Plänen von BPG, Bremen
- 3-gesch. Wohn- und Geschäftshäuser an der Wartburgstraße
- 3-gesch. Wohn- und Geschäftshäuser an der Sankt-Magnus-Straße
- 2-gesch. Wohnhäuser an der Zwinglistraße

Kunstobjekte

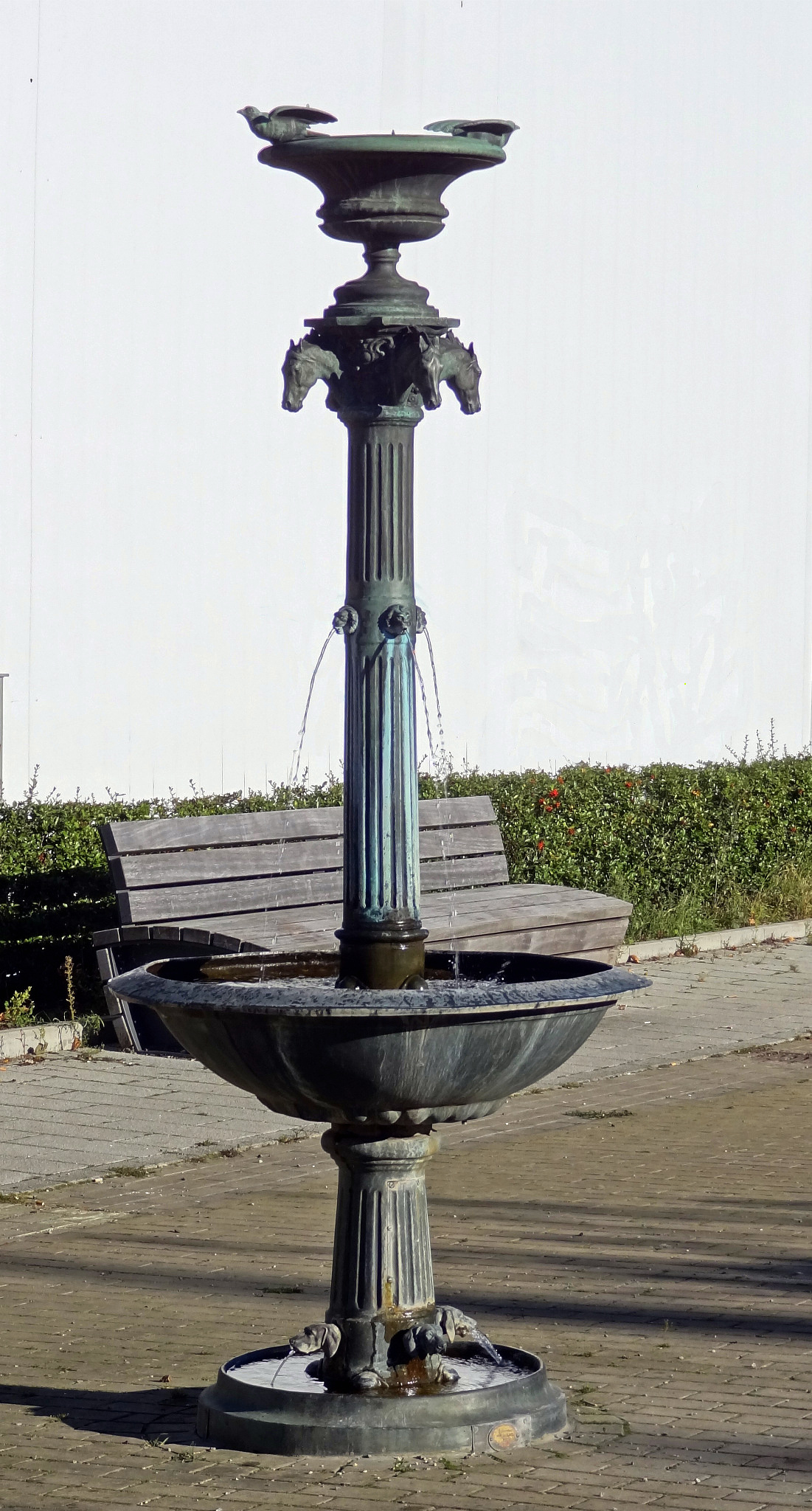
Pferdebrunnen

- Skulpturengruppe Waller Gespräche von 1981 mit sechs Halbfiguren aus Bronze auf Sockeln aus Beton, je drei Figuren von Bernd Altenstein und von Jan Irps.
- Pferdebrunnen III aus Bronze, Messing und Kupfer von 1975; Entwurf von Gerhard Lange von 1898.